# Zhoř (ort i Tjeckien, Plzeň)
Zhoř är en ort i Tjeckien.   Den ligger i regionen Plzeň, i den västra delen av landet, 110 km väster om huvudstaden Prag. Zhoř ligger 501 meter över havet och antalet invånare är 164.
Terrängen runt Zhoř är huvudsakligen platt. Zhoř ligger uppe på en höjd. Runt Zhoř är det glesbefolkat, med 19 invånare per kvadratkilometer. Närmaste större samhälle är Stříbro, 10,8 km norr om Zhoř. Trakten runt Zhoř består till största delen av jordbruksmark.